# Ludwik Miętta-Mikołajewicz
Ludwik Miętta-Mikołajewicz (ur. 20 stycznia 1932 w Krakowie) – polski zawodnik, trener i działacz koszykówki, związany z Wisłą Kraków. Zdobył z koszykarską kobiecą reprezentacją Polski dwa tytuły wicemistrza Europy (1980 i 1981).

## Życiorys

### Zawodnik
Absolwent IV Gimnazjum i Liceum im. H. Sienkiewicza w Krakowie, gdzie jego nauczycielem w-f był olimpijczyk Edward Szostak. W 1948 rozpoczął grę w koszykarskiej drużynie Wisły Kraków, z którą zdobył mistrzostwo (1951) i wicemistrzostwo Polski (1952). Następnie został powołany do zasadniczej służby wojskowej, po której nie wrócił do wyczynowego uprawiania sportu.

### Trener Wisły Kraków
Od 1957 do 1982 pracował jako trener żeńskiej drużyny Wisły Kraków. Zdobył z tą drużyną 14 tytułów mistrza Polski (1963, 1964, 1965, 1966, 1968, 1969, 1970, 1971, 1975, 1976, 1977, 1979, 1980, 1981), cztery tytuły wicemistrza (1967, 1972, 1973, 1974) oraz trzy brązowe medale (1959, 1960, 1962), mistrzostwo Polski juniorek (1961), a także cztery razy Puchar Polski (1959, 1966, 1967, 1979). W 1970 zajął drugie miejsce w klubowym Pucharze Europy. W trakcie 26 kolejnych sezonów, jego drużyna stawała 21 razy na podium mistrzostw Polski, w tym w latach 1962–1977 bez przerwy. W sezonach 1983/1984 i 1984/1985 z męską drużyną Wisły zdobył kolejno wicemistrzostwo Polski i czwarte miejsce.

### Trener reprezentacji
Prowadził kobiecą reprezentację Polski od 1963 do 1967, w tym na mistrzostwach Europy w 1964 (5 miejsce) i 1966 (8 miejsce). Następnie od kwietnia 1979 do 1988, w tym na mistrzostwach Europy w 1980 (2 miejsce), 1981 (2 miejsce), 1983 (7 miejsce), 1985 (6 miejsce), 1987 (10 miejsce) oraz turniejach kwalifikacyjnych do Igrzysk Olimpijskich (1980, 1984, 1988 – bez kwalifikacji).

### Działacz
W latach 1985–1988 kierownik wyszkolenia, w latach 1988–1990 dyrektor, a od 1990 nieprzerwanie prezes TS Wisła Kraków. W roku jubileuszu 100-lecia Wisły w 2006 pełnił równocześnie stanowisko prezesa zarządu sportowej spółki akcyjnej Wisła Kraków. Działacz Polskiego Związku Koszykówki, w tym wiceprezes (wybrany w 1995) oraz FIBA (m.in. w radzie trenerów (1980–1988), komisji ds. koszykówki kobiecej (1980–1994). Od 1 września 2014 r. prezes Wisły Kraków S.A.

## Nagrody i wyróżnienia
Odznaczony m.in. Srebrnym Krzyżem Zasługi, Krzyżem Komandorskim Orderu Odrodzenia Polski (2002), laureat Nagrody miasta Krakowa (1996). W 1980 wybrany trenerem roku przez Przegląd Sportowy.
W 2005, obok Bohdana Przywarskiego, Janusza Wichowskiego, Marka Paszuchy oraz Alojzego Chmiela, został jednym honorowych członków Polskiego Związku Koszykówki.